# Barraques agrícoles
Les Barraques agrícoles són un grup d'edificis dispersos i d'ús agrícola de petites dimensions de Lloret de Mar (Selva). Formen part de l'Inventari del Patrimoni Arquitectònic de Catalunya.

## Descripció
Són edificis de petites dimensions, fets de pedra, rajola, ciment i morter de calç. Són de planta rectangular i cobertes de volta de rajola (volta catalana). L'entrada sol estar a llevant i les obertures i finestres, si en té, són de mida petita. Algunes de les barraques tenen com a finestres petits òculs. Pel que fa a la coberta, es tracta d'una volta de rajola que, a la part exterior, acaba amb una mena de cornisa, per la qual cosa la llum de la volta és més estreta que l'amplada de la construcció.
Existeixen almenys 4 barraques d'estructura similar a la zona costanera de Lloret: La de Fenals (X: 485816, Y: 4615766), la de Cala Banys (X: 486840, Y: 4616026), la de Santa Clotilde (X: 485549, Y: 4616051) i la de Sa Boadella (X: 485090, Y: 4615819). Malgrat ser semblants, n'hi ha algunes més grans que d'altres. La més gran de totes és la que està situada al final de la Platja de Fenals, que apareix a la fotografia identificativa. Aquestes barraques de vinya són una mostra i la resta d'una tipologia d'arquitectura popular vinculada al món de la pagesia, també important a Lloret, sobretot als segles XVIII i xix.

## Història
Aquestes barraques agrícoles, vinculades al cultiu de la vinya, estan datades de mitjan segle xix. És possible que siguin reformes de barraques anteriors. Lloret de Mar tingué, durant els segles xviii i xix, grans extensions dedicades al cultiu de la vinya. A finals del segle xix, amb l'arribada de la Fil·loxera el cultiu de la vinya, tot i que es replantaren ceps americans (1896), es va reduir de manera important fins a la totalitat, ja ben entrat el segle xx.
Originalment estaven relativament allunyades del nucli urbà de Lloret, però avui són ben a prop de xalets, carrers, avingudes i turistes. Els voltants de les barraques, abans voltades de vinyes i bancals, avui estan poblats de pins. Actualment aquestes construccions estan abandonades i en mal estat de conservació. Alguna d'elles està coberta de vegetació i ja té forats a la volta. Altres són tancades i tapiades i, les que són obertes, són plenes de deixalles.

Barraques de Vinya
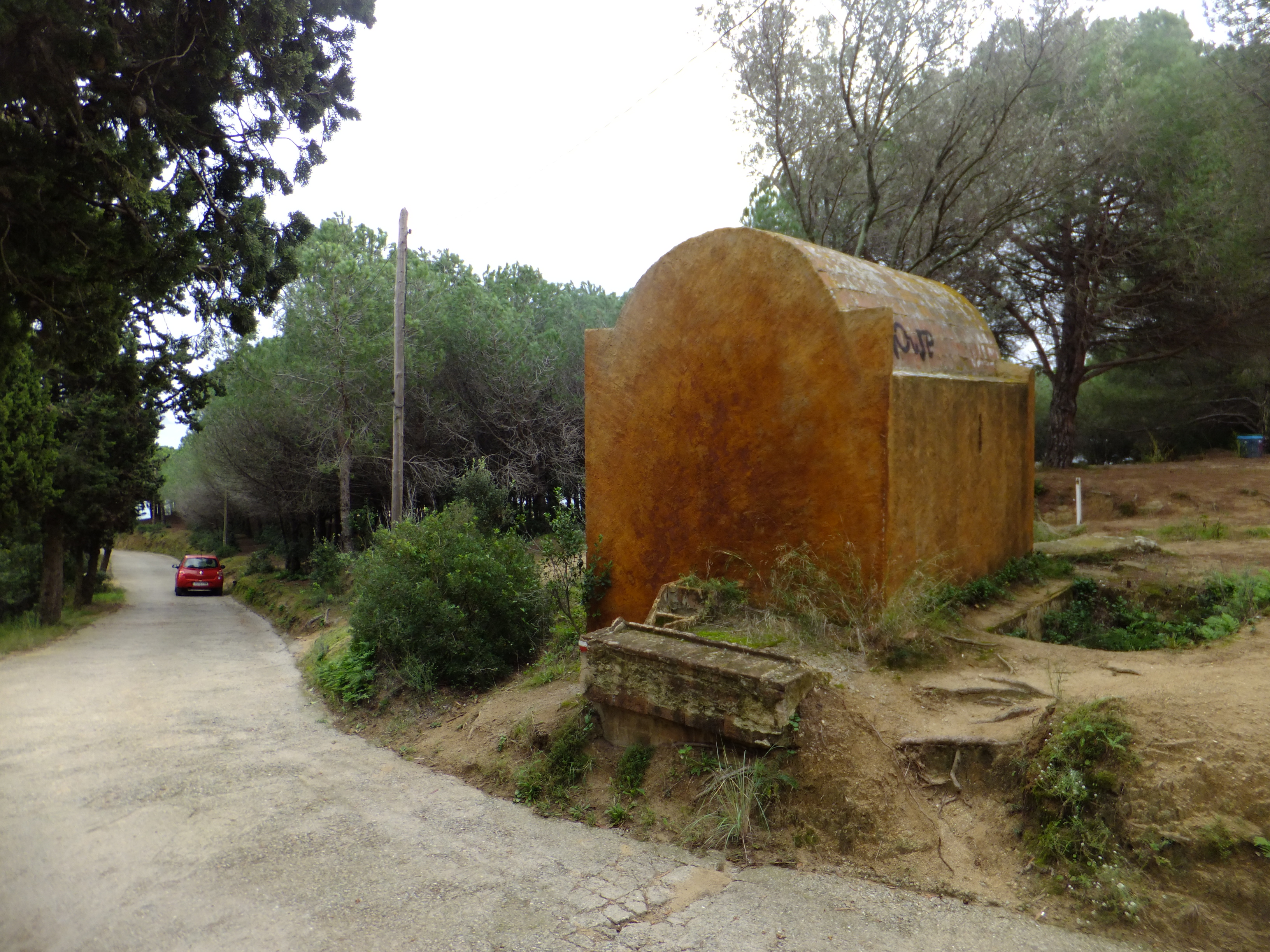
Barraca de Cala Banys
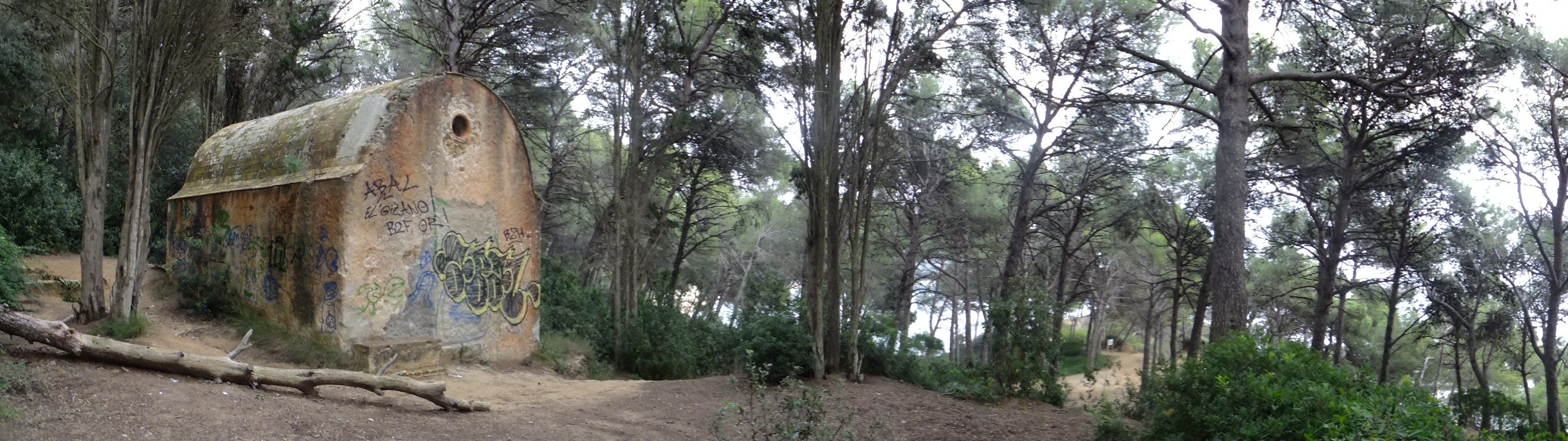
Barraca de Punta Garbí
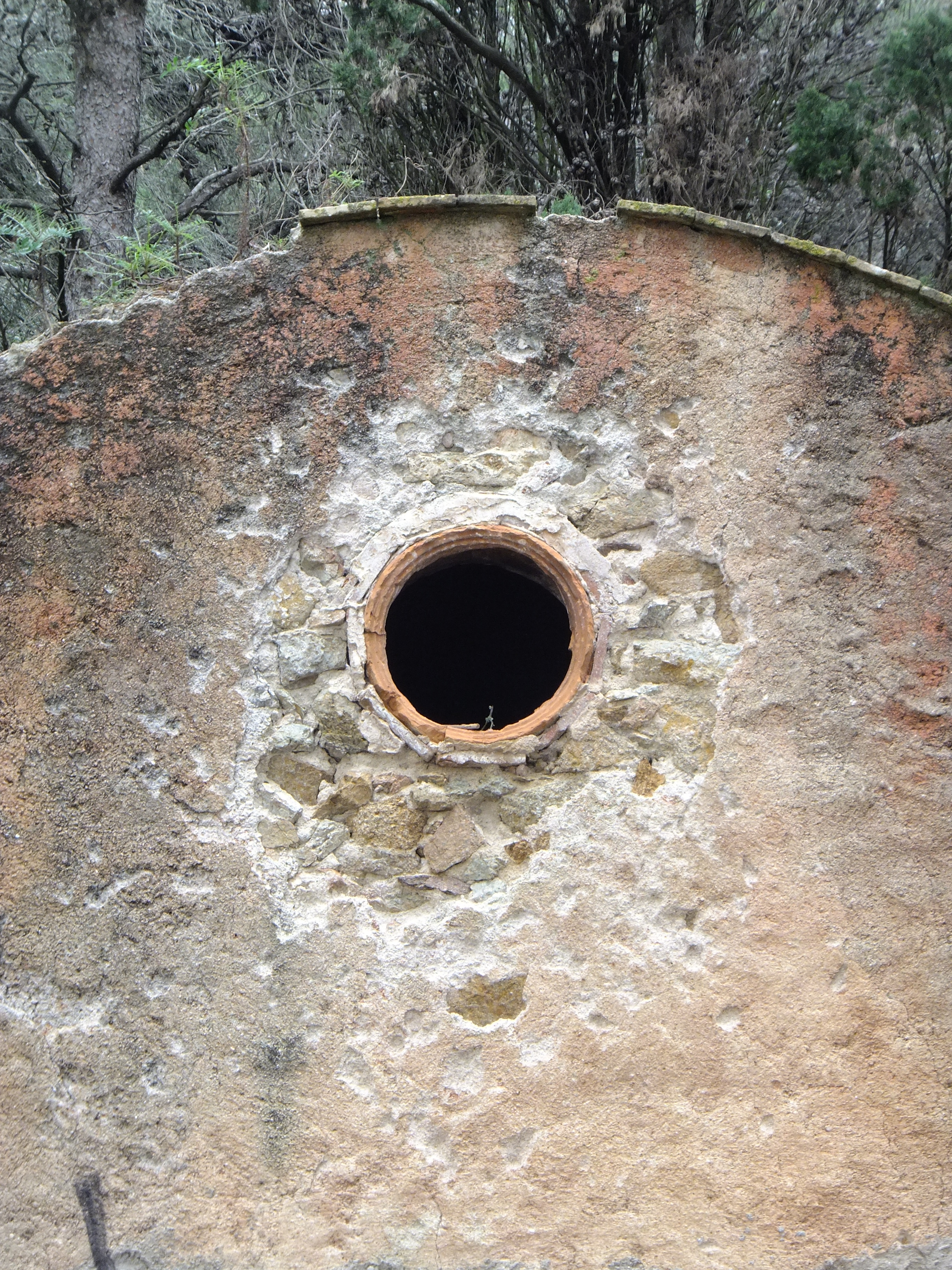
Barraca de Punta Garbí, detall
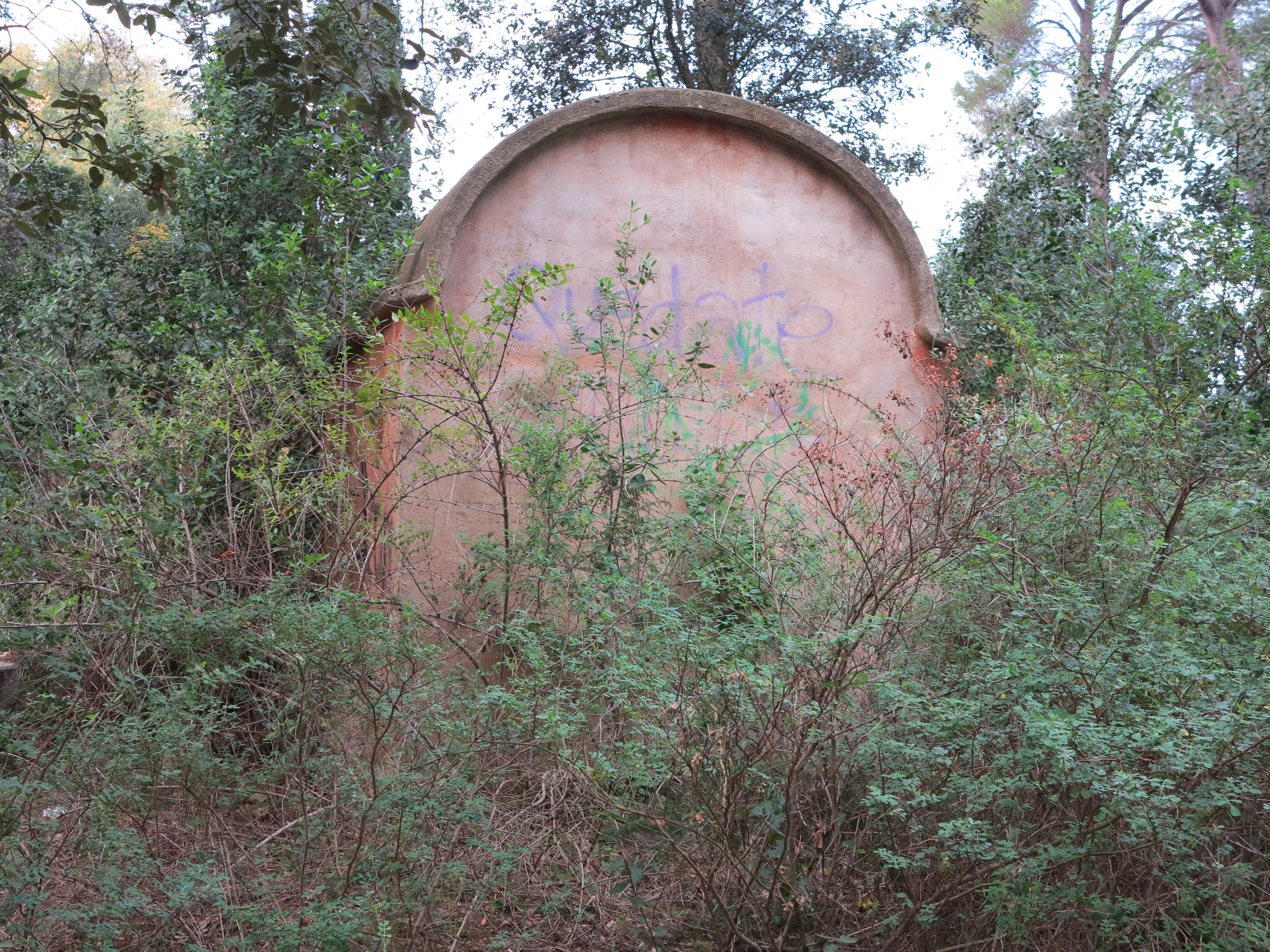
Barraca de Santa Clotilde